# مقاطعة ماديسون (ميزوري)
مقاطعة ماديسون (بالإنجليزية: Madison County)‏ هي إحدى المقاطعات في ولاية ميزوري في الولايات المتحدة الأمريكية.